# Nycterosea olivacea
Nycterosea olivacea är en fjärilsart som beskrevs av Mathew 1906. Nycterosea olivacea ingår i släktet Nycterosea och familjen mätare. Inga underarter finns listade i Catalogue of Life.